# البرتون، انتاریو
البرتون، انتاریو (به انگلیسی: Alberton, Ontario) یک منطقهٔ مسکونی در کانادا است که در انتاریو واقع شده‌است.

## خصوصیات
البرتون ۸۶۴ نفر جمعیت دارد.